# La Picorra (Sarroca de Bellera)
La Picorra és una muntanya de 1.368,6 m d'altitud del terme municipal de Sarroca de Bellera, del Pallars Jussà, però dins de l'antic terme de Benés, de l'Alta Ribagorça, agregat el 1970 a Sarroca de Bellera.
És a la part nord-oriental d'aquest terme municipal, a prop i al nord.est del poble de Sentís, al sud-oest del de Benés. Té al seu costat sud-est el Tossal del Solà, i al sud-est del Tossal de Sant Quiri.